# Les Roches International School of Hotel Management

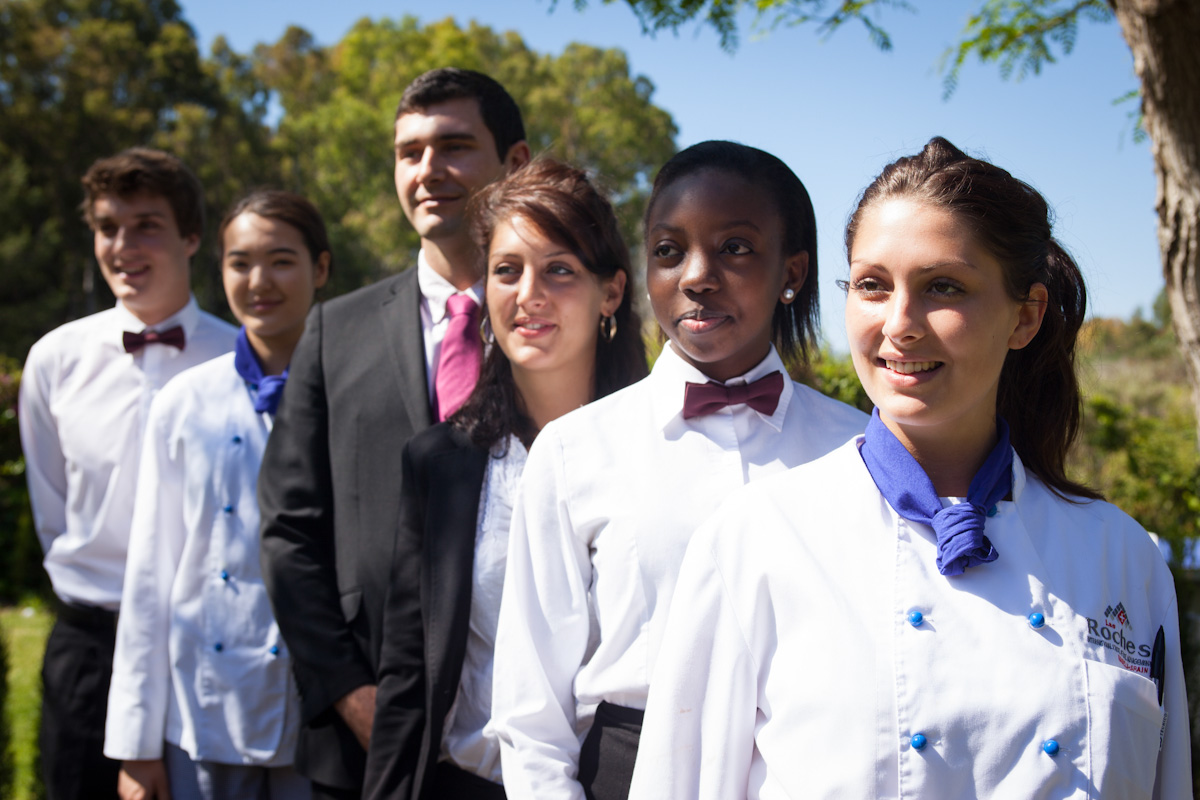
Les Roches, Studierende in Marbella (2014)

Les Roches International School of Hotel Management, kurz Les Roches, ist eine Hochschule mit Hauptsitz in Crans-Montana. Sie gehört zu dem börsennotierten französischen Unternehmen Eurazeo.

## Allgemeines
Die Schule wurde 1979 gegründet und bietet verschiedene Abschlüsse als Bachelor und Master an, allerdings besteht keine Möglichkeit zur Promotion. Die Hochschule verfügt über Standorte in Crans-Montana, Shanghai und Marbella. Aktuell studieren dort ca. 2600 Schüler aus über 100 Nationen, insgesamt haben ca. 13.000 Schüler dort ihren Abschluss gemacht.
Im Jahr 2020 belegte sie den dritten Platz unter Universitäten für Hospitality & Leisure Management weltweit.

## Akkreditierung
Die Les Roches International School of Management wird von der New England Commission of Higher Education akkreditiert und erfüllt damit dieselben akademischen Standards wie etwa die renommierten Institutionen Harvard University und Yale University.